# G Men
G Men és una pel·lícula policial de Warner Bros. del 1935 protagonitzada per James Cagney, Ann Dvorak, Margaret Lindsay i Lloyd Nolan en el seu debut cinematogràfic. Segons Variety, la pel·lícula va ser una de les pel·lícules més taquilleres de 1935 El repartiment secundari compta amb Robert Armstrong i Barton MacLane.
G Men es va fer com a part d'un intent deliberat dels Warner de contrarestar el que molts líders polítics i empresarials afirmaven que era una tendència inquietant de glorificar els criminals al gènere pel·lícula de gàngsters de principis dels anys trenta. Tot i que les pel·lícules de gàngsters normalment es presentaven com a acusacions morals del crim organitzat on el protagonista criminal moria inevitablement, malgrat tot representaven una vida de llibertat, poder i luxe de què gaudien els gàngsters enmig d'una crisi econòmica real. Les principals d'aquestes pel·lícules van ser Little Caesar, l'original Scarface i potser la més memorable, The Public Enemy, en què Cagney va retratar el dur Tom Powers del carrer, el paper que el va catapultar a l'estrellat. El que es considerava més censurable d'aquestes pel·lícules era que les forces de l'ordre solien ser retratades com a impotents davant el crim o, com amb Public Enemy, com un pare abandonat i en gran part absent que eludiva el seu deure. A partir d'aquesta interpretació, G Men va suplantar el protagonista criminal per l'heroic agent de la policia federal.
La majoria d'impressions d'aquesta pel·lícula inclouen un breu pròleg afegit al principi per a la reestrena de 1949 (en el 25è aniversari de l'FBI). Aquesta escena representa un agent sènior (interpretat per David Brian) que presenta una projecció de la pel·lícula a un grup de reclutes de l'FBI perquè puguin conèixer la història de l'Oficina.

## Trama
Un any després de graduar-se, l'advocat de la Nova York James "Brick" Davis (James Cagney) no té clients perquè es nega a comprometre els seus ideals i integritat. El seu amic Eddie Buchanan (Regis Toomey) intenta reclutar-lo com a agent federal o "G Man" (home del govern), però Davis no està segur. Tanmateix, quan Buchanan és assassinat mentre intentava arrestar un gàngster, Davis canvia d'opinió, decidit a portar l'assassí davant la justícia. S'acomiada del seu mentor, "Mac" MacKay (William Harrigan), un cap de la mafia que va finançar la seva educació per mantenir Davis al costat correcte de la llei. S'acomiada de Jean Morgan (Ann Dvorak), l'estrella del nightclub de MacKay que té sentiments per Davis.

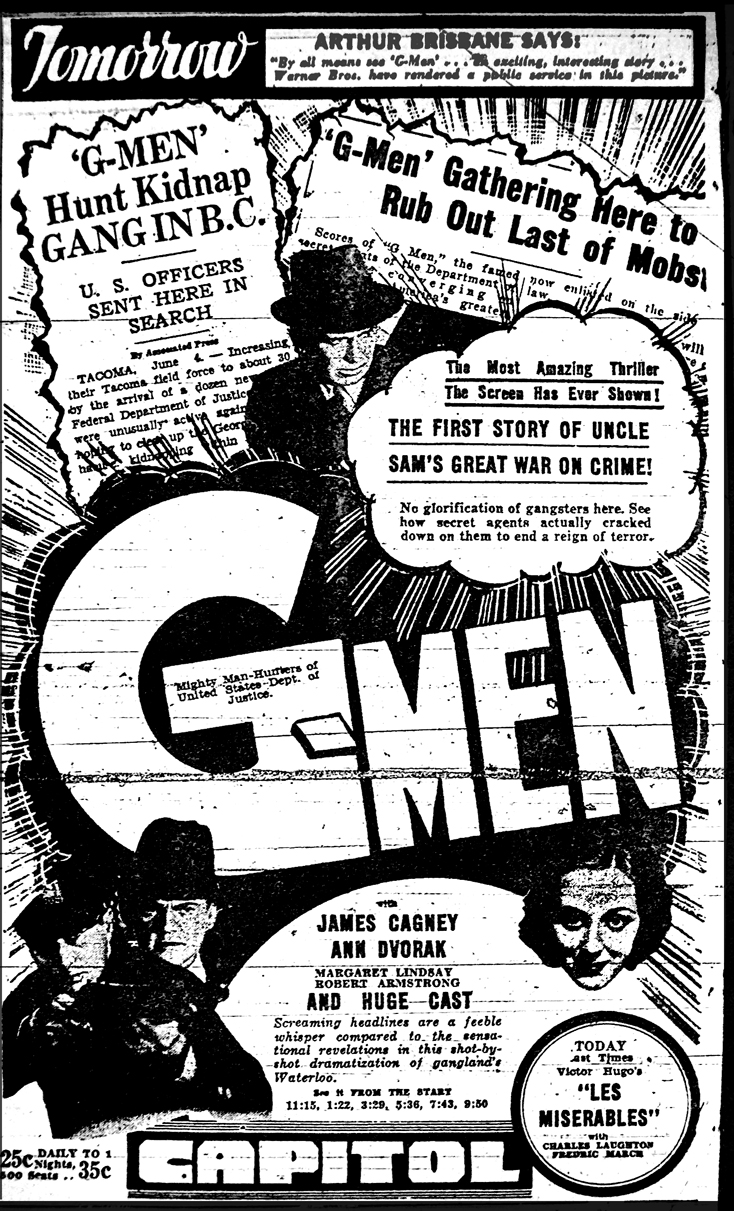
Anunci de diari per a G Men fent una connexió entre la pel·lícula i els G Men de la vida real a l'FBI, que rastrejaven els segrestadors al Nord-oest del Pacífic.

Davis viatja a Washington, D.C. per començar la seva formació. Immediatament es forma una aversion mútua entre ell i el seu instructor, Jeff McCord (Robert Armstrong) que finalment desapareix a mesura que passa el temps, però no abans que McCord es burli obertament dels intents d'entrenament de Davis. Tanmateix, Davis se sent atret per la germana de McCord, Kay (Margaret Lindsay), la qual cosa enforteix la seva determinació de romandre passiu malgrat els esforços de McCord per irritar-lo.
Mentrestant, MacKay es retira i compra un complex turístic als boscos de Wisconsin. Els seus homes, lliures de la seva moderació, s'embarquen en una onafs de crims. Sostingut per les lleis existents (els agents federals han d'obtenir ordres locals i ni tan sols se'ls permet portar armes), el cap dels G-Men demana noves lleis per assetjar els seus homes. Es promulguen amb gran rapidesa.
Davis identifica un dels autors, Danny Leggett (Edward Pawley), per la seva superstició de portar sempre una gardenia. No havent completat la seva formació, només pot donar consells a l'agent Hugh Farrell (Lloyd Nolan) sobre els hàbits de Leggett. La seva pedrera és rastrejada i capturada per Farrell, però ell i alguns dels seus homes són abatuts i Leggett fuig.
McCord es posa a càrrec de la caça humana i se li dona la seva elecció entre cinc agents. Ell tria Davis, una decisió que després paga dividends quan Jean és interrogat, Davis s'assabenta que ara està casada amb Collins (Barton MacLane), un dels estafadors. Ella, sense voler, deixa escapar que la banda s'amaga a l'alberg de MacKay (en contra de la voluntat de MacKay). En el tiroteig salvatge posterior, Davis mata MacKay, que estava sent utilitzat com a escut humà. Abans de morir, MacKay perdona el seu amic angoixat. Llavors Davis intenta dimitir del departament, però McCord el diu que no s'hi vagi recordant que la mort de McKay no va ser culpa seva i li demana que es quedi.
Només Collins s'escapa. McCord i Davis va a l'apartament de Jean per avisar-la. Jean no hi és, però Collins sí, i els dispara. Davis allunya McCord del camí i li toca una bala destinada a ell. Collins se'n va. Davis acaba a l'hospital (on Kay és infermera) per la seva ferida a l'espatlla. Collins segresta Kay per utilitzar-la com a ostatge. Jean descobreix on s'amaga i telefona a Davis, només per ser disparada pel seu marit. Davis surt del seu llit de l'hospital, té unes últimes paraules per la moribunda Jean, s'endinsa dins del garatge i rescata Kay. Collins és mort a trets per McCord mentre intenta fugir. Kay escorta el Davis, encara embenat, de tornada a l'hospital, prometent-li "manejar el teu cas personalment".

## Repartiment
- James Cagney - James "Brick" Davis
- Margaret Lindsay - Miss Kay McCord
- Ann Dvorak - Jean Morgan Collins
- Robert Armstrong - Jeffrey "Jeff" McCord
- Barton MacLane - Brad Collins
- Lloyd Nolan - Hugh Farrell
- William Harrigan - "Mac" MacKay
- Russell Hopton - Gerard
- Edward Pawley - Danny Leggett
- Addison Richards - Gregory (Hoover)
- Noel Madison - Durfee
- Harold Huber - Venke -
- Monte Blue - -Expert en empremtes
- Regis Toomey - Edward "Eddie" Buchanan
- Raymond Hatton - gàngster que lliura un avís a McCord
- Edwin Maxwell - Joseph Kratz
- Ward Bond - pistoler a l'estació de tren
- Adrian Morris - còmplice

## Recepció
El 2008, l'American Film Institute va nominar aquesta pel·lícula per a la seva Llista de les 10 millors pel·lícules de gangsters.
Segons els registres de Warner Bros, la pel·lícula va guanyar 1.143.000 dòlars nacionals i 820.000 dòlars internacionals.